# Lernkartei-Software
Lernkartei-Software sind Anwendungsprogramme, die auf dem Lernkartei-Prinzip basieren. Oft werden solche Programme zum Lernen von Vokabeln eingesetzt und zu einem großen Teil daher auch als Vokabeltrainer bezeichnet. Erstmals wurden solche Programme in den 1980er Jahren umgesetzt. Sie basieren auf dem Spaced-repetition-Effekt, wonach Inhalte, die über einen längeren Zeitraum gelernt werden, besser im Gedächtnis hängen bleiben, als solche, die in einer kurzen Zeit intensiv wiederholt werden.
Die meisten Vokabeltrainer erlauben, sowohl neue Datensätze zu erzeugen als auch Datensätze zu importieren. Ein vollständiger Fremdsprachen-Grundwortschatz, der dem Niveau der allgemeinbildenden Schulen in Deutschland entspricht, umfasst ca. 2000 bis 4000 Vokabeln. Eine Sammlung dieser Größe lässt sich nicht mehr überblicken und somit vom Anwender nicht ohne weiteres von Hand erstellen, es würden Lücken und doppelte Datensätze entstehen.

## Funktionsweise

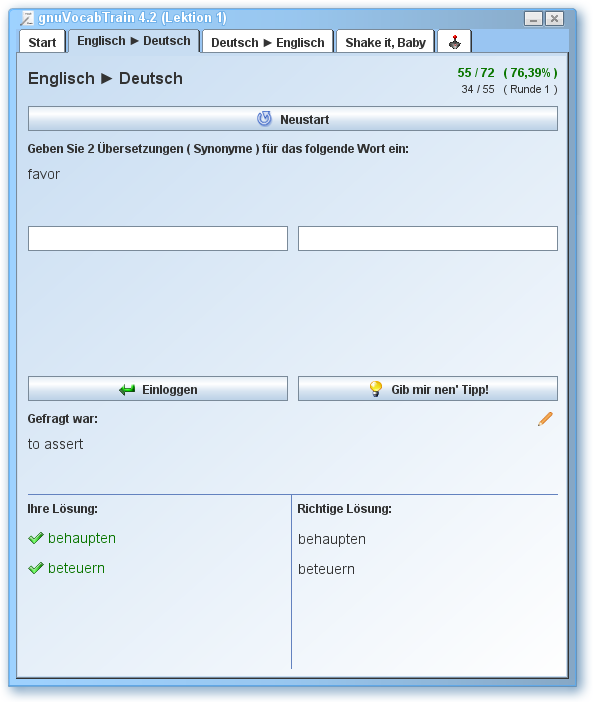
Typisches Bild einer Lernkartei-Software. (hier der Vokabeltrainer „gnuVocabTrain“)

Lernkartei-Software funktioniert nach dem Prinzip einer Lernkartei. Darüber hinaus hat die Realisierung der Lernkartei am Computer gegenüber einer Lernkartei aus Papier einige Vorteile, z. B. dass Tonaufnahmen zur Sprachausgabe mit einbezogen werden können und dass eine weit ausgefeiltere Lernplanung vorgenommen werden kann.
Am Computer lässt sich auch ein alternatives Verfahren anwenden, bei dem jede Karte (z. B. eine Vokabel und deren Übersetzung) einen bestimmten Wert n zugewiesen bekommt, der sich bei Erfolg um eins erhöht, bei Nichterfolg um eins herabgesetzt. Die Karte wird danach n Positionen hinter die erste Karte (die als Nächstes angefragt wird) zurückgesteckt. Erfolgreichere Karten wiederholen sich dadurch seltener als weniger erfolgreiche, wodurch letztere besonders häufig wiederholt werden, bis sie ebenfalls zu den erfolgreicheren gehören.
Sowohl die herkömmliche Lernkartei als auch dieses Verfahren haben jedoch den Nachteil, dass die Entscheidung, welcher Stoff wann wiederholt werden muss, willkürlich gefällt wird. Daher bieten manche Software-Titel eine Wiederholungsvorgabe, die dem Benutzer „bescheid sagt“, sobald eine Karte wiederholt werden muss.

## Software-Produkte
| Name                         | Betriebssystem              | Betriebssystem              | Betriebssystem              | Betriebssystem              | Betriebssystem              | Betriebssystem              | Lizenz      |
| ---------------------------- | --------------------------- | --------------------------- | --------------------------- | --------------------------- | --------------------------- | --------------------------- | ----------- |
| Name                         | Windows                     | macOS                       | Linux                       | Android                     | iOS                         | Cloud                       | Lizenz      |
| Anki                         | Grünes Häkchensymbol für ja | Grünes Häkchensymbol für ja | Grünes Häkchensymbol für ja | Grünes Häkchensymbol für ja | Grünes Häkchensymbol für ja | Grünes Häkchensymbol für ja | Open Source |
| gnuVocabTrain                | Grünes Häkchensymbol für ja | Grünes Häkchensymbol für ja | Grünes Häkchensymbol für ja |                             |                             |                             | Freeware    |
| Langenscheidt Vokabeltrainer | Grünes Häkchensymbol für ja |                             |                             |                             |                             |                             | Proprietär  |
| Mnemosyne                    | Grünes Häkchensymbol für ja | Grünes Häkchensymbol für ja | Grünes Häkchensymbol für ja | Grünes Häkchensymbol für ja |                             |                             | Open Source |
| Parley                       |                             |                             | Grünes Häkchensymbol für ja |                             |                             |                             | Open Source |
| phase6                       |                             |                             |                             | Grünes Häkchensymbol für ja | Grünes Häkchensymbol für ja | Grünes Häkchensymbol für ja | Freemium    |
| Vokabel Trainer              | Grünes Häkchensymbol für ja |                             |                             |                             |                             |                             | Freeware    |
| cabuu                        |                             |                             |                             | Grünes Häkchensymbol für ja | Grünes Häkchensymbol für ja |                             | Freemium    |